# Periclimenaeus caraibicus
Periclimenaeus caraibicus är en kräftdjursart som beskrevs av Lipke Bijdeley Holthuis 1971. Periclimenaeus caraibicus ingår i släktet Periclimenaeus och familjen Palaemonidae. Inga underarter finns listade i Catalogue of Life.